# Anrufschranke

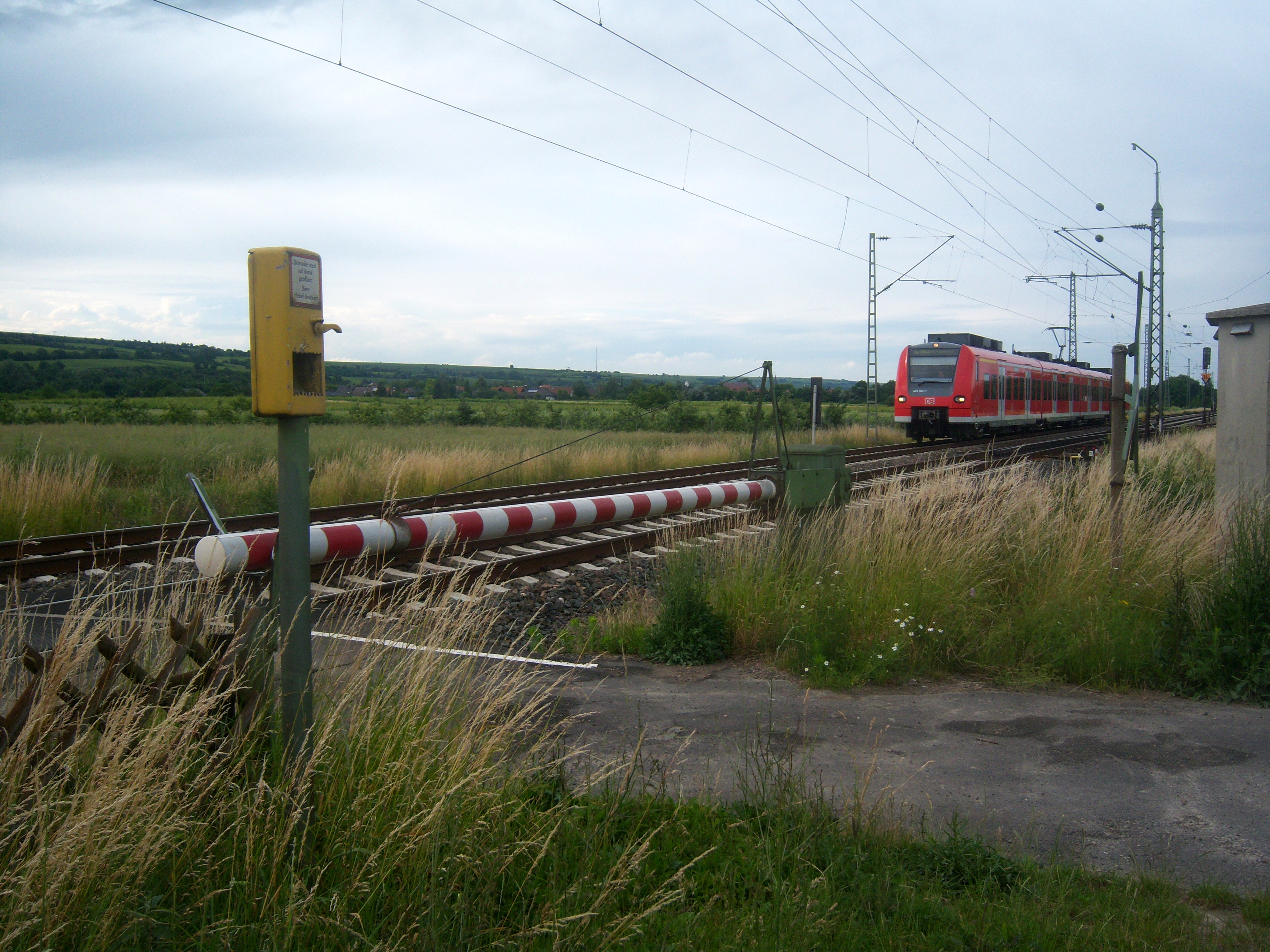
Anrufschranke auf der Bahnstrecke Mainz–Ludwigshafen bei Guntersblum: Links sieht man die Wechselsprechanlage, mit der die Verkehrsteilnehmer den Wormser Fahrdienstleiter informieren

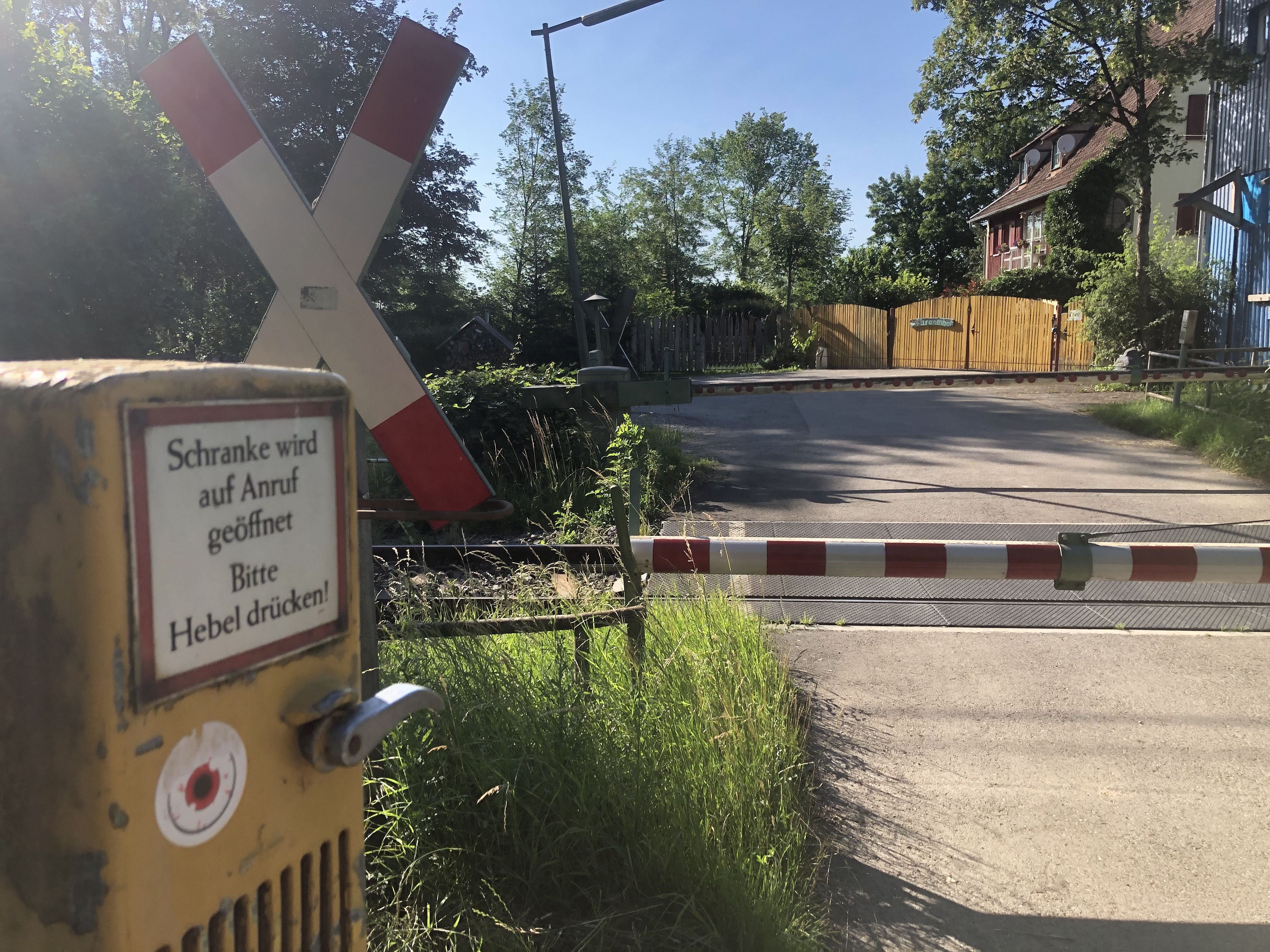
Anrufschranke beim Bahnhof Zollern der Zollernalbbahn

Eine Anrufschranke sichert einen von Straßenverkehrsteilnehmern wenig genutzten Bahnübergang, der meist abseits liegt und oft nicht vom zuständigen Schrankenwärter eingesehen werden kann. Die Schrankenbäume sind grundsätzlich geschlossen und werden nur – sofern dies gefahrlos möglich ist – bei Bedarf geöffnet (siehe § 11 (17) EBO).
Möchte ein Verkehrsteilnehmer solch einen Bahnübergang passieren, so meldet er sich über eine Wechselsprechanlage beim diensthabenden Schrankenwärter. Dieser öffnet dann – nach eventueller Rücksprache mit den Fahrdienstleitern, die für den Gleisabschnitt links bzw. rechts des Überganges zuständig sind – die Schranke, wenn es der Zugverkehr zulässt, oder kündigt das Öffnen über die Wechselsprechanlage an. Da er den Bahnübergang i. d. R. nicht einsehen kann, wird der Nutzer aufgefordert, die Räumung dem Wärter zu melden. In Ausnahmefällen darf der Wärter die Geräusche am Bahnübergang über die Wechselsprechanlage abhören und danach die Schranken wieder schließen. Bevor er die Schranken schließt, kündigt er das Schließen über die Wechselsprechanlage an.
Selten sind auch eine oder mehrere Kameras installiert, um mehr Sicherheit zu gewährleisten.
Bahnübergänge, über die Herdenvieh getrieben werden muss, können im Ablauf anders gestaltet sein. Hier wird eine Schiebeschranke über das Gleis geschoben, damit das Vieh nicht über das Gleis ausbricht.
Im Bereich der Eisenbahnen des Bundes gab es Mitte 2020 noch 482 Anrufschranken. Dies sind 3,1 Prozent der insgesamt 15.391 Bahnübergänge. Langfristig sollen aus Gründen der Wirtschaftlichkeit Anrufschranken nicht mehr genehmigt werden, sie sollen sukzessive durch gesicherte Bahnübergänge durch Schrankenüberwachung oder eine Gefahrenraum-Freimeldeanlage sowie Rückstauerkennung gesichert werden.

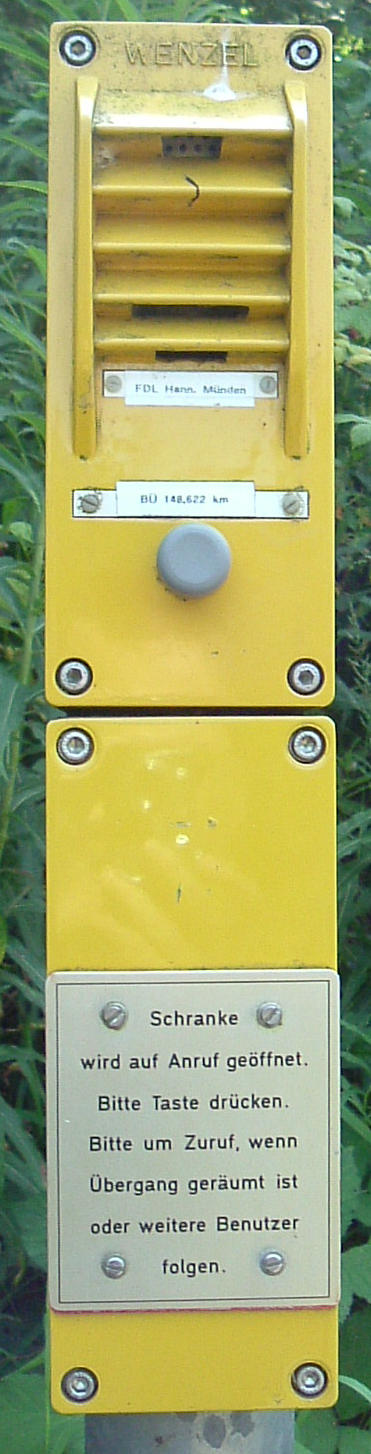
Wechselsprechanlage an einer Anrufschranke
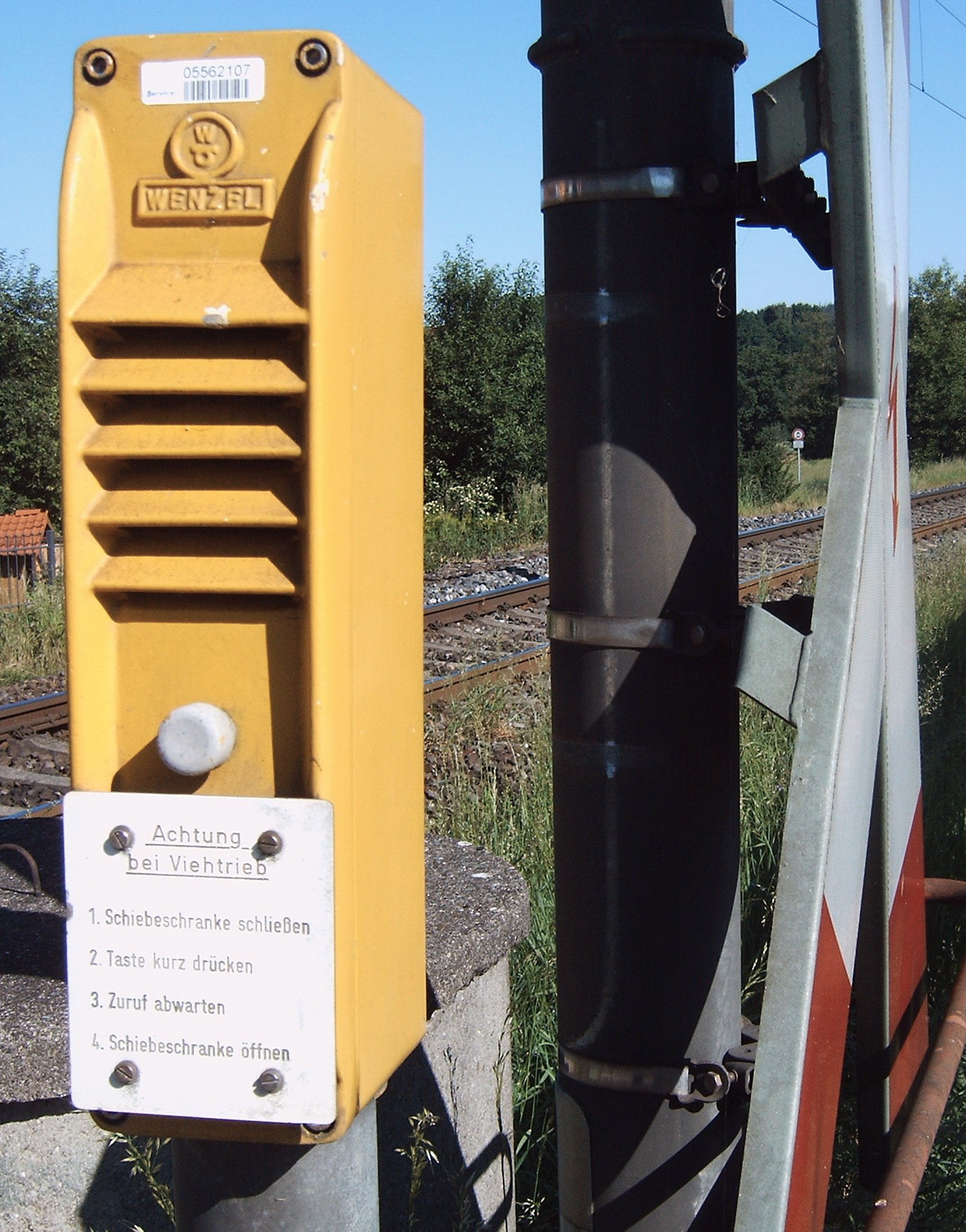
Sprechanlage an einem Übergang für Viehtrieb
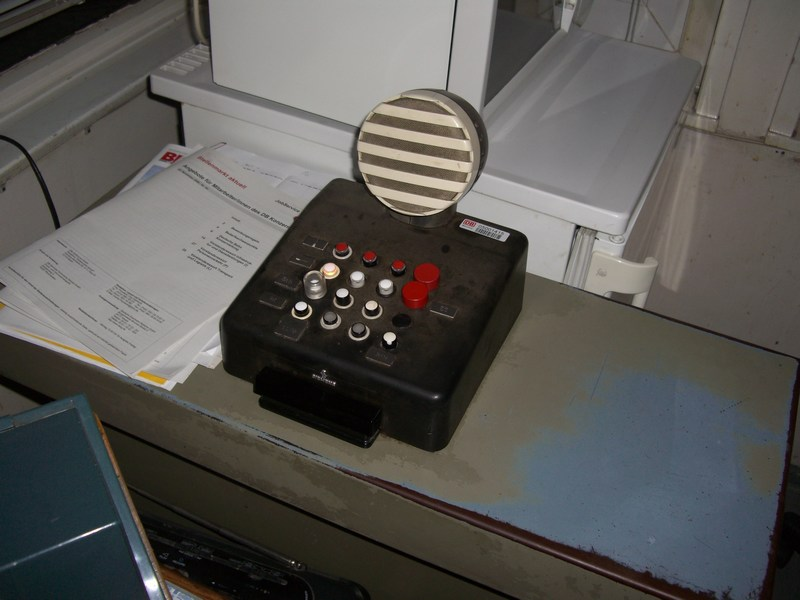
Wechselsprechanlage im Stellwerk
- Ablauf an einer Anrufschranke